# Szent Mihály és Gábriel arkangyalok fatemplom (Vaskapu)
A vaskapui Szent Mihály és Gábriel arkangyalok fatemplom műemlékké nyilvánított épület Romániában, Szilágy megyében. A romániai műemlékek jegyzékében az  SJ-II-m-A-05095 sorszámon szerepel.